# El Batan (Lancones)
El Batan es una localidad peruana ubicada en el distrito de Lancones, perteneciente a la provincia de Sullana del departamento de Piura, al norte del Perú. 

## Ubicación
El Batan se ubica al noreste de la provincia de Sullana, en el distrito de Lancones, en el departamento de Piura. Se ubica cerca a la frontera ecuatoriana-peruana.

## Demografía
En 2017 El Batan tenía una población de 14 habitantes.
| Gráfica de evolución demográfica de El Batan entre 1993 y 2017 |
|                                                                |
| Fuentes: Población 1993 y 2017                                 |